# Brás de Barros
Brás de Barros, O.S.H. (Braga, 1500 – Sintra, 31 de março de 1559) foi um prelado e humanista português do século XVI.

## Biografia
D. Frei Brás de Barros era filho natural de Valentim de Barros e de Beatriz Pereira e foi legitimado com seu irmão mais velho em Coimbra a 29 de Julho de 1506 e pelo subsequente casamento de seus pais. Era primo-irmão de João de Barros.
Recebeu o Hábito de Monge da Ordem de São Jerónimo no Convento da Penha Longa, em Sintra, onde professou a 30 de Setembro de 1516, acolhendo-se, depois, ao Convento da Pena, também em Sintra, no qual ratificou a Profissão Solene a 15 de Agosto de 1525.
Foi, com Frei Diogo de Murça, estudar Teologia na Faculdade de Teologia da Universidade de Lovaina, donde regressou com fama de grande letrado.
D. João III de Portugal nomeou-o Reformador da Congregação da Ordem dos Cónegos Regrantes de Santo Agostinho ou Cónegos Regulares da Ordem da Santa Cruz e restaurador dos seus estudos. O mais notável mosteiro da Ordem, em Portugal, era o de Santa Cruz, em Coimbra. Nessa cidade começou a desempenhar-se da sua missão, a 13 de outubro de 1527, e concluiu-a em 1544, reduzindo os cónegos à primitiva Observância. Em Santa Cruz restaurou os estudos com notável brilho, para o que mandou vir da França dois doutores portugueses que se tinham formado na Universidade de Paris - Pedro Henriques e Gonçalo Álvares. Começaram esses dois professores a exercer o seu magistério no colégio, em 1528, ganhando tal fama que ali mandaram muitos nobres instruir os seus filhos. Para estes se fundou, dentro do Mosteiro, o Colégio de São Miguel, ao passo que, para os estudantes pobres, foi criado o Colégio de Todos-os-Santos. Dezasseis anos se mantiveram ali os colégios, até que, em 1544, o Prior-Geral D. Dionísio de Morais lhes mandou construir edifícios próprios, à entrada da Rua de Santa Sofia. Porém, poucos anos depois, D. João III pediu ao Prior-Geral que lhe cedesse os edifícios para neles instalar o Colégio Real das Artes e Humanidades.
Edificou o Mosteiro da Serra do Porto.
Nomeado Frei Brás de Barros 1.º Bispo de Leiria, foi confirmado nessa dignidade pelo Papa Paulo III, a 22 de maio de 1545. Tomou posse a 28 de julho do mesmo ano e tratou logo de pôr em ordem o governo da Diocese, o que lhe acarretou questões com o Cabido da Sé de Leiria. Em 1553, renunciou ao Bispado e, enquanto não chegava a Bula competente, retirou-se para Lisboa e de lá passou ao Mosteiro do Mato da sua Ordem, de onde continuou a expedir o despacho do Governo Diocesano. A Bula da Resignação, do Papa Paulo IV, chegou em 1556. Três anos depois, falecia o Bispo.
Escreveu: 
- Livro das Constituições e costumes que se guardam em o mosteiro de Santa Cruz dos Cónegos regrantes, etc., Coimbra, 1532, 1544, 1553.[3]
- Constituições do bispado de Leiria, publicadas no tempo do seu sucessor no Bispado, Coimbra, 1601.[3]
- Espelho de perfeição em língua portuguesa, traduzido do original de Frei Henrique Harphio, Coimbra, 1553 — esta obra foi proibida pela Inquisição de Espanha e figura no Índex Expurgatório de 1790, p. 127, sob o nome de Henrique Harphio.[3]

Existe um quadro seu no Museu Nacional de Machado de Castro, em Coimbra.